# Antonio Gamoneda
Antonio Gamoneda Lobón (Oviedo, 30 de mayo de 1931) es un poeta español, distinguido con el Premio Cervantes en 2006. Escritor autodidacta. Aunque asturiano de nacimiento, ha vivido desde los tres años en León, ciudad y entorno geográfico en el que se ha desarrollado su existencia y ha madurado su obra. Por su fecha de nacimiento se le ha relacionado con el llamado "grupo poético de los años 50".

## Biografía
Antonio Gamoneda nació en Oviedo el 30 de mayo de 1931.  Su padre, también llamado Antonio, fue un poeta modernista que publicó un único libro, Otra más alta vida, en 1919. En 1934, ya huérfano de padre, se trasladó con su madre, Amelia Lobón, a la capital leonesa. La presencia de su madre como refugio ante el horror y la miseria de la guerra y la posguerra es recurrente en toda su poesía. En 1936, con las escuelas cerradas, aprendió a leer con uno de los pocos libros que había en su casa, el poemario de su padre («considero imposible que, con la muerte por medio, pueda darse una relación más real entre un padre y un hijo que la que aconteció en mi infancia»).
El poeta vivió inicialmente en el principal barrio obrero, y ferroviario, de la ciudad, El Crucero. Un entorno que supuso para el Gamoneda niño una descarnada vivencia de las miserias y crímenes de la guerra civil española y en especial de la represión llevada a cabo por los franquistas durante el conflicto y en la inmediata posguerra. Una experiencia no querida que impactó en su especial sensibilidad, dejando huella en la psicología y en la memoria del poeta ("Yo vi lo que vi").
En 1941 comenzó a recibir instrucción gratuita en el colegio religioso de los Padres Agustinos hasta 1943, año en el que el poeta se autoexpulsó.
Al día siguiente de cumplir 14 años, empezó a trabajar como meritorio y recadero en el hoy extinguido Banco Mercantil. Terminó por libre sus estudios medios y permaneció en la condición de empleado de banca durante veinticuatro años hasta 1969.
Mientras trabajaba en el banco, tomó contacto y fue parte de la resistencia intelectual al franquismo. Se dio a conocer poéticamente con Sublevación inmóvil (1953-1959), publicado en Madrid en 1960, obra con la que fue finalista del premio Adonais de poesía, y que supuso una ruptura con las tradicionales reglas realistas de la época. En 1969 pasó a crear y dirigir los servicios culturales de la Diputación Provincial de León y, a partir del 70, la colección Provincia de poesía, intentando promover una cultura progresista con el dinero de la dictadura. Fue privado de su condición de funcionario, y posteriormente recontratado, mediante sentencia judicial. Durante estos años, comenzó a colaborar asiduamente en diferentes revistas culturales.
A esta etapa pertenecen La tierra y los labios (1947-1953), no publicado hasta la aparición del volumen Edad, que recoge su poesía hasta 1987; Exentos I (1959-1960), poemas no aparecidos hasta Edad; Blues castellano (1961-1966), obra no publicada por motivos de censura hasta 1982 y elogiada por David González (poeta), que la considera "germen del realismo sucio en España"; y Exentos II (Pasión de la mirada) (1963-1970), publicada con múltiples variaciones en 1979 con el título León de la mirada.
A esta primera etapa siguió un silencio poético de siete u ocho años, significativamente marcados por la muerte del dictador Francisco Franco y los inicios de la llamada transición. Este tiempo, marcado por la crisis existencial e ideológica, se hace sentir en su siguiente obra Descripción de la mentira, publicado en León en 1977, un largo poema que marcó un giro hacia una total madurez poética, el libro fue escrito entre León y La Vega de Boñar desde diciembre de 1975 hasta diciembre de 1976. Posteriormente, publica Lápidas (Madrid, 1987) y Edad, el volumen que recoge toda su poesía hasta 1987, revisada por el autor, y que le valió el Premio Nacional de Literatura.
En 1992 apareció Libro del frío, que le consagra como uno de los poetas más importantes en lengua castellana. En el año 2000 vio la luz la versión definitiva de esta obra, que incluía Frío de Límites, obra procedente de una colaboración con Antoni Tàpies pero que, desgajada de la pintura, adquiría el carácter de addenda necesaria de Libro del frío. Previamente habían aparecido los poemas de Mortal 1936, acompañando a unas serigrafías de Juan Barjola sobre la matanza en la plaza de toros de Badajoz durante la Guerra Civil, y no llegaron a publicarse Exentos III (1993-1997).
De un diccionario relativo a la ciencia médica arcaica (1993-1998) y Libro de los venenos (Madrid, 1995) son obras más atípicas que parten de la convicción del autor de que el lenguaje arcaico se ha cargado estéticamente hasta convertirse en poesía y revelan la fascinación del poeta por la traducción de Dioscórides realizada por Andrés Laguna en el siglo XVI y su interpretación en clave poética.
Arden las pérdidas es publicado en 2003, libro que culmina la madurez iniciada en Descripción de la mentira, de una poesía en la perspectiva de la muerte en la que lo perdido (la infancia, el amor, los rostros del pasado, la ira…) aún arde en el tránsito hacia la vejez con mayor lucidez, con mayor claridad, con mayor frío. Tras él vendrán Cecilia (2004) y Esta luz. Poesía reunida (1947-2004) (2004).
En 2006 obtuvo el Premio Reina Sofía y el Premio Cervantes.
Durante esta segunda etapa, entre 1979 hasta 1991, fue director gerente de la Fundación Sierra-Pambley, creada en 1887 por Francisco Giner de los Ríos bajo los principios de la Institución Libre de Enseñanza. Posteriormente fue miembro del Patronato hasta 2007.
El 20 de abril de 2007 introdujo un mensaje en la Caja de las Letras del Instituto Cervantes, cuyo contenido se sabrá en 2032.

### Reconocimientos
Además de los importantes premios ya mencionados, pueden anotarse otros reconocimientos, como el Premio Castilla y León de las Letras (1985), el Premio de la Crítica de Castilla y León en 2004, el Premio Quijote en 2009, la Medalla de Oro de la ciudad de Pau, la Medalla de Plata del Principado de Asturias, el Premio “Leteo”, la Medalla de Oro de la Provincia de León y la Medalla de Oro del Círculo de Bellas Artes. Es Hijo Adoptivo de León y de Villafranca del Bierzo, y doctor honoris causa por la Universidad de León. En 2015, fue nombrado académico correspondiente en León de la Academia de Buenas Letras de Granada.

## Crítica y recepción
Gamoneda ha definido la poesía en uno de sus ensayos: "Es arte de la memoria en la perspectiva de la muerte". Su recepción crítica siempre ha sido favorable desde que el poeta comenzó a publicar:
“Prieto y denso es el verbo de Antonio Gamoneda, como salido apenas del silencio para quedar con él, para volver a él ni bien se profiere, verbo como desprendido del erial, de la contemplación de un paisaje desolado, como nacido de la fría extensión para dejar su melancólica constancia del despojamiento…La poesía de Antonio Gamoneda tiene la desnudez de la existencia”.
“Antonio Gamoneda se ha convertido en guía y modelo de los poetas más jóvenes, que valoran su sabiduría lingüística y su apertura hacia las tradiciones de la modernidad, apertura que nace de la asunción de la propia historia personal y colectiva”.
“Antonio Gamoneda se encuentra con el expresionismo de Trakl, y sobre todo, con la última poesía de Lorca, cuya difícil herencia es sin duda hoy el único en atreverse a recoger”.
“Voz probada e inmersa y sumergida, pues, en el paso mismo de los años, en la variabilidad alucinógena de la circunstancia histórica hispana, doblada en el acontecer espacioso de una “vida de poeta” seguida por Gamoneda; pero voz también que ocupa con autoridad su lugar en el vasto campo de unas letras españolas, y que en él toma sus posiciones, ejecutando la conquista de su espacio y figura más propia en una callada estrategia cuyo secreto es la demora, el silencio (y hasta un cierto exilio), y ello hasta verse en la actualidad respaldada por todas las instancias de legitimidad de que quepa hacer inventario […]”.
“Tres son los puntales, repetidos por el poeta insistentemente en [sus] escritos, sobre los que se alza la estatura de su pensamiento poético:
-	La naturaleza autorreferente de la palabra poética –intrarreferente, dice él también–, cuya significación y cuya realidad no atraviesan hacia una referencia exterior.
-	El desencadenante de naturaleza musical del lenguaje poético (‘El pensamiento poético es un pensamiento que canta’).
-	El hecho de que sólo sea posible que el lenguaje poético entre en la inteligibilidad bajo la condición de imágenes sensibles”.
“Gamoneda no desarrolla propiamente un relato, ni siquiera cuando anuncia que va a hacerlo; los hechos se fragmentan en sensaciones, en detalles aislados de su contexto, transportan ecos de tiempos anteriores. La mirada está sometida a un núcleo obsesivo que la absorbe, la dirige de forma centrípeta hacia lo que el poeta llama interiorización. Sólo cuentan los sucesos interiorizados –escasos, hirientes– y éstos ofrecen su terca recurrencia, sus metamorfosis, su permanecer…Es una suerte peculiar de forma autobiográfica: no narrativa ni tampoco referencial de modo directo; pero sí tejida en la constancia de las imágenes y de los núcleos de interés, de los elementos que se tornan emblemáticos, de las figuras y personajes relevantes. Se trata de una dinámica minimalista y reiterativa…que se impone en la lectura conjunta de la obra”.

## Libros de poemas
- Sublevación inmóvil. Madrid, Rialp, Colección Adonais, 1960.
- Gamoneda, Antonio (1977). Descripción de la mentira. León: Provincia. ISBN 8400037057. 2.ª ed., Salamanca, Junta de Castilla y León, col. Barrio de Maravillas, 1986. 3.ª ed. [con un texto de Julián Jiménez Heffernan] Madrid, Abada Editores, 2003. 4.ª ed. [con un texto de Julián Jiménez Heffernan] Madrid, Abada Editores, 2003.
- León de la mirada. León, Espadaña, 1979. 2.ª ed., León, Diputación Provincial, col. Breviarios de la Calle del Pez, 1990.
- Tauromaquia y destino. [Con reproducciones de Juan Barjola]. León, Retablo, 1980.
- Blues castellano (1961–1966). Gijón, Noega, 1982. 2.ª ed. Barcelona, Plaza y Janés, 1999. 3.ª ed. [con un texto de Elena Medel], Madrid, Bartleby, 2007.
- Lápidas. Madrid, Trieste, 1986. 2.ª ed. Madrid, Abada, 2006 [con epílogo de Julián Jiménez Heffernan].
- Edad (Poesía 1947–1986).  Miguel Casado (ed. e intr.). Madrid, Cátedra, 1987. [Reimp. 1988; 1989; 2000.
- Libro del frío. Madrid, Siruela, 1992. 2.ª ed., [con prólogo de Jacques Ancet], Valencia, Germanía, 2000 [ed. revisada y aumentada]. 3.ª ed. Madrid, Siruela, 2003 [ed. revisada]. 4.ª ed. Madrid, Siruela, 2006 [ed. revisada].
- Mortal. 1936 (Pasión y luz de Juan Barjola). Mérida, Asamblea de Extremadura, 1994.
- El vigilante de la nieve. Lanzarote, Fundación César Manrique, col. Péñola Blanca, 1995.
- Libro de los venenos: corrupción y fábula del Libro Sexto de Pedacio Dioscórides y Andrés de Laguna, acerca de los venenos mortíferos y de las fieras que arrojan de sí ponzoña. Madrid, Siruela, 1995. 2.ª ed. Madrid, Siruela, 1997. 3.ª ed.  Madrid, Siruela, 2006.
- Arden las pérdidas. Barcelona, Tusquets, 2003. 2.ª ed. Barcelona, Tusquets, 2004. Premio de la Crítica de Castilla y León.[14]
- Cecilia. Lanzarote, Fundación César Manrique, col. Péñola Blanca, 2004.
- Reescritura. Madrid, Abada, 2004.
- Esta luz. Poesía reunida (1947–2004). [Epílogo de Miguel Casado, “El curso de la edad”], Barcelona, Galaxia Gutenberg/Círculo de Lectores, 2004 [reimp. 2005; 2006].
- Extravío en la luz, Madrid, Casariego, 2009, edición de seis poemas inéditos con grabados de Juan Carlos Mestre.
- Canción errónea, poemas escritos después de 2004. Barcelona, Tusquets, 2012. Finalista del Premio de la Crítica de Castilla y León en 2013.[15]
- La prisión transparente, Vaso Roto, 2016.

## Antologías de su obra
- Esta luz (Antología 1947–1998). Edición del autor. Valladolid, Junta de Castilla y León, col. Barrio de Maravillas, 2000.
- Antología. Santa Cruz de Tenerife, Caja General de Ahorros de Canarias, 2002.
- Antología poética. Ángel Luis Prieto de Paula (ed. e intr.). León, Edilesa, 2002.
- Descripción del frío. León, Celarayn, 2002.
- Atravesando olvido (1947–2002). Antología personal. Edición de autor. [Prólogo de Eduardo Milán y conversación con Ildefonso Rodríguez], México, Editorial Aldus, 2004.
- Lengua y herida. Antología. Vicente Muleiro (ed. y prólogo). Buenos Aires, Ediciones Colihue, 2004.
- Sublevación inmóvil y otros poemas. Edición del autor. Valladolid, Junta de Castilla y León, 2006 [edición no venal].
- Antología poética. Tomás Sánchez Santiago (ed. e intr.: “La armonía de las tormentas”). Madrid, Alianza Editorial, 2006 [reimpr. 2007].
- Ávida vena. Miguel Casado (ed. e intr.). León, Diario de León/Edilesa, 2006.
- Sílabas negras. Amelia Gamoneda y Fernando R. de la Flor (ed. y estudio preliminar). XV Premio Reina Sofía de Poesía Iberoamericana, Madrid/Salamanca, Patrimonio Nacional/Ediciones Universidad de Salamanca, 2006.
- Cecilia y otros poemas. [Epílogo de Francisco Gómez-Porro: “El cantor de las heridas”], Madrid, Fondo de Cultura Económica de España–Universidad de Alcalá, Servicio de Publicaciones, 2007.
- Visión del frío. [Antología de textos manuscritos acompañados de obra gráfica. Catálogo de la Exposición “Premio Cervantes, 2006”. Epílogo de Miguel Casado: “Lugar de álamos”], Alcalá de Henares, Servicio de Publicaciones de la Universidad de Alcalá, 2007.
- Antología y voz. Incluye CD. [ed. y prólogo de José Enrique Martínez] León, El búho viajero, 2007.
- Niñez. Edición de Amelia Gamoneda. Calambur, 2016.
- Amé. Fundación Antonio Pereira y Eolas Edicionens, 2021.

## Ensayo
- “Poesía y conciencia. Notas para una revisión”, Ínsula, 204, Madrid, 1963.
- El tema del agua en la poesía hispánica. León, Fray Bernardino de Sahagún, 1972.
- “Poesía, situación, utilidad“, República de las Letras, 23, Madrid, 1989, 27-29.
- “Sobre la utilidad de la poesía provinciana”, República de las Letras, 24, Madrid, 1989, 165-167.
- “El arte de la memoria”, El Urogallo, 71, Madrid, 1992, 12-13
- “Aquella primera pasión de la lectura”, en Álvaro Ruiz de la Peña (ed.), Páginas de viva voz. Leer y escribir hoy. Oviedo, Universidad de Oviedo, 1995, 69-81.
- “La poésie dans la perspective de la mort”, en Bernard Noël (ed.), Qu’est-ce que la poésie?, Paris, Éditions Jean-Michel Place/Ville de Saint-Denis, 1995, 228-230.
- “Una lectura posesiva de Jorge Guillén”, en Francisco Javier Blasco (ed.), Jorge Guillén, el hombre y la obra. Valladolid, 1995, 293-296.
- El cuerpo de los símbolos (Memoria, poética, ensayo). Madrid, Huerga y Fierro, 1997. 2.ª ed., México, Calamus, 2007.
- “¿Existe o existió la Generación del Cincuenta?”, en AA. VV., II Congreso de Poesía canaria. Hacia el próximo siglo.  Gran Canaria, Caja Canarias, 1997, 29-32.
- “La creación poética: radicación, espacios, límites”, en Ignacio Castro (ed.), Informes sobre el estado del lugar. Gijón, Caja de Asturias, 1998, 113-124.
- “¿Poesía en los años 2000?”, La alegría de los naufragios, 1-2, Madrid, 1999, 25-28.
- “Valente: de la contemplación de la muerte”, Cuadernos Hispanoamericanos, 600, Madrid, 2000, 7-10.
- “Del sentir invisible de Marga Clark”, Quimera, 187, Madrid, 2000, 19-22.
- Conocimiento, revelación, lenguajes. León, IES. “Lancia”, col. Cuadernos del noroeste, 2000.
- “Hablo con Blanca Varela” [epílogo], en Blanca Varela, Obra reunida, Barcelona, Galaxia Gutenberg/Círculo de Lectores, 2001, 265-278.
- “Memoria de Valente”, ABC/Cultural, Madrid 3/9/2001.
- “Luis Cernuda: el poeta y el crítico”, en Nuria Martínez de Castilla y James Valender (eds.), 100 años de Luis Cernuda. Madrid, Publicaciones de la Residencia de Estudiantes, 2002, 223-231.
- “Poesía y literatura: ¿límites?” en José Enrique Martínez Fernández (ed.), Estudios de literatura comparada: norte y sur, la sátira, transferencia y recepción de géneros y formas textuales. León, Universidad de León, 2002, 33-42.
- “Presencias de la poesía europea”, Moenia, Lugo, 2004, 5-16.
- “Poesía, existencia, muerte”, en Antonio Gamoneda (ed.), Atravesando olvido. Antología personal. México, Editorial Aldus, 2004, 207-221. Traducción al francés: “Poésie, existence, mort”, Europe, París, 875, 2002, 94-104.
- “Las lágrimas de Claudio”, Archipiélago, 63, Barcelona, 2004, 21-24.
- “Prólogo”, en César Antonio Molina, El rumor del tiempo. Barcelona, Galaxia Gutenberg/Círculo de Lectores, 2006, 7-13.
- “Quelques mots sur la poésie”, Europe, París, 928-929, 2006, 223-226.
- Sur la poésie. Discours de réception du Prix européen de littérature 2006, suivi de Tombées (5 poèmes inédits). Jacques Ancet (trad.), Mesnil-sur-Estrée, Librairie La Hune/Arfuyen, 2006.
- “Ángel González : un histórico”, La voz de Asturias, Oviedo, 3/2/2008.
- Valente : texto y contexto, Santiago de Compostela, Servizo de Publicacións e Intercambio Científico Campus Universitario Sur, 2007.
- “Pórtico”, en Nâzim Hikmet, Poemas finales. Últimos poemas II 1962-1963. Madrid, Ediciones del Oriente y del Mediterráneo, 2008.

## Relato y autobiografía
- “La aventura física de María Ruiz”, en AA. VV., Cuentos. León, Caja de Ahorros, 1968.
- “Relación de Don Sotero”, Los Cuadernos del Norte, Oviedo, 31, 1985, 74-76. Reproducido en Santos Alonso (ed.), Figuraciones. León, Diputación Provincial, 1986, 135-145.
- Relación y fábula [“Relación de Don Sotero” y “Fábula de Pieter”]. Santander, EditoriaLímite, 1997.
- Un armario lleno de sombra, Barcelona, Galaxia Gutenberg/Círculo de Lectores, 2009.
- Gamoneda, Antonio (2020). La pobreza. Galaxia Gutenberg. ISBN 9788417971366.[16] Esta obra fue finalista del Premio de la Crítica de Castilla y León en 2021.[17]

## Libros en colaboración con artistas plásticos
- Lapidario incompleto, en Antonio Gamoneda, Luis Mateo Díez, José María Merino, León: traza y memoria. [con grabados al aguafuerte de Félix Cárdenas] Madrid, Antonio Machón, 1984, 11-40.
- Encuentro en el territorio del frío. [con reproducciones de Albert Agulló y prólogo de José Gómez Isla] León, Instituto Leonés de Cultura, 1995.
- Eros y Thanatos. [pinturas de Álvaro Delgado con once poemas de Antonio Gamoneda] Madrid, Círculo de Bellas Artes, 1999.
- ¿Tú? [con grabados de Antoni Tàpies] Madrid, Ed. T/ Antonio Machón, 1999.
- Más allá de la sombra. [Bernardo Sanjurjo, Obra gráfica, 1999–2002. Antonio Gamoneda, Poemas, 2002] Oviedo, Museo de Bellas Artes de Asturias, 2002.
- Memoria volcánica. [con grabados de Amaya Bozal] Madrid, Ediciones Sen, 2002.
- Extravío en la luz [con grabados de Juan Carlos Mestre y preámbulos de Amelia Gamoneda] Madrid, Casariego, 2008.
- Un animal oculto. Tres litografías originales de Luis Moro con poemas de Antonio Gamoneda, Ciudad de México - Madrid, Blackstone Press, 2016.

## Traducciones de la obra de Antonio Gamoneda
- Pierres gravées [Lápidas]. Trad. y prólogo Ancet, París, Lettres Vives, 1996.
- Substances, limites. Nimphea. Trad. de Jacques Ancet [con fotografías de Michel Hanique], Toulouse, Le Grand Os, 1997.
- Livro do frio. Trad. y nota biográfica de Bento, Lisboa, Assírio & Alvim, 1998.
- Froid de limites. [¿Tú?]. Trad. de Jacques Ancet, París, Lettres Vives, 2000.
- “Mortel 1936. Passion et lumière de Juan Barjola”. Trad. de Jacques Ancet, Europe. Revue littéraire mensuelle (París) 852 (2000) 102-109.
- "Beskrivning av lögnen" [Descripción de la mentira]. Ulf Eriksson (trad.), Artes (Stockholm) 3 (2002) 76-111.
- Pétale blessé. [Con una pintura original de Claire Pichaud] Claude Houy (trad.), Barriac en Rouergue, Trames, 2002.
- Ardem as perdas. Jorge Melícias (trad.), Vila Nova de Famalicão, Quasi, 2004.
- Blues castillan. Jacques Ancet (trad.), París, Corti, 2004.
- De l´impossibilité. [Con grabados de Jean-Louis Fauthoux y prefacio de Salah Stétié] Amelia Gamoneda (trad.), Montpellier, Fata Morgana, 2004.
- Description du mensonge. Jacques Ancet (trad. e intr.), Paris, Corti, 2004.
- Im ki kvar meuhar [Aunque ya es tarde. Antología]. Rami Saari (trad. e intr.), Jerusalén, Carmel, 2004.
- Passion du regard. Jacques Ancet (trad. e intr.), París, Lettres Vives, 2004.
- Boek van de kou [Libro del frío]. Bart Vonck (trad.), Leuven, Vlaams Fonds voor de Letteren, 2005.
- Livre du froid. 1.ª ed., Jean-Yves Bériou y Martine Joulia (trads.), París, Antoine Soriano Éditeur, 1996. 2.ª ed., [con prefacio de Pierre Peuchmaurd] París, Antoine Soriano Éditeur, 2005.
- Cecilia. Jacques Ancet (trad.), París, Lettres Vives, 2006.
- Clarté sans repos [Arden las pérdidas]. Jacques Ancet (trad. e intr.), París, Arfuyen, 2006.
- Kitab al-bard [Libro del frío]. Almahdi Akhrif (trad. e intr.), Casablanca, Publicaciones del Ministerio de la Cultura, s.d.
- Esta luz. Dieses Licht. Eine Anhologie, 1947-2005. Manfred Bös, Petre Strien-Bourmer, Karina Gómez-Montero (trads.) [epílogo de Javier Gómez-Montero] Kiel, Ludwig, 2007.
- Descriçao da mentira. Vasco Gato (trad.), Vila Nova de Famalicão, Quasi, 2007.
- Förlusterna Glöder. Ulf Eriksson (trad.), Bokförlaget Tranan, Estocolmo, 2007.
- Gravestones. [Lápidas]. Donald Wellman (trad.), University of New Orleans Press, New Orleans, 2009.

## Audiolibros
- Dos poetas en su voz. Manuel Álvarez Ortega y Antonio Gamoneda. Valladolid, Ediciones Portuguesas, 1992.
- La voz de Antonio Gamoneda. Incluye CD. Madrid, Publicaciones de la Residencia de Estudiantes, 2004.
- Reescritura. Incluye CD. Madrid, Abada, 2004.
- Antología y voz. Incluye CD. Ed. y prólogo de José Enrique Martínez, León, El búho viajero, 2007.

## Otros trabajos de Gamoneda
- Francisco Echauz. La dimensión ideológica de la forma. Madrid, Editorial Rayuela, 1978.
- José Luis Sánchez. Humanismo y volumen. Madrid, Dirección General de Bellas Artes, 1981.
- Silverio Rivas. Viaje al interior de la escultura. La Coruña, Atlántico, 1981.
- Antonio Gamoneda, Otra más alta vida (1919). Gijón, Universos, 1993. Obra de su padre, reeditada con un prólogo a su cargo.

## Monográficos sobre Gamoneda
- Un ángel más (Valladolid) 2 (1987)
- Filandón/Diario de León (León) 10/7/1988
- Noire et Blanche (Le Havre) (1995)
- Collection de l´Umbo (París) 4 (1999)
- “Con Antonio Gamoneda”, Zurgai (Bilbao) (2001)
- La alegría de los naufragios (Madrid) 7-8 (2003)
- “Antonio Gamoneda”, en Espacio/Espaço escrito (Badajoz) 23-24 (2004)
- “Antonio Gamoneda”, en Quimera, Marta Agudo y Jordi Doce (eds.), (Madrid) 275 (2006)
- Filandón/Diario de León (León) 22/4/2007
- República de las Letras (Madrid) 104 (2007)
- Minerva (Madrid) 04 (2007)
- Ínsula (Madrid) 736 (2008)
- "Con Antonio Gamoneda (Diálogos ibéricos)", Zurgai, Bilbao, diciembre de 2015.

## Entrevistas
- ANÓNIMO, “Contemplar la muerte”, El Urogallo (Madrid) 18 (1987) 42-43.
- ANÓNIMO, “Ser o no ser del 50”, El Urogallo (Madrid) 49 (1990) 66-67.
- ANÓNIMO, “El silencio imperfecto”, Común Presencia (Bogotá) 17 (2005) 2-3.
- ANÓNIMO, “A palavra órfica”, Cult (São Paulo) 46 (IV) s.d., 52-54.
- ARNANUY, Jordi, “Sigo practicando la soledad”, Lateral (Barcelona) 122 (2005) 26.
- BENTO, José, “Livro do frio”, A Phala (Lisboa) 75 (1999) 175-177.
- CALVO VIDAL, José Luis, “Entrevista”, Moenia (Lugo) 2 (1996) 565-574.
- CASADO, Miguel, “Sobre la ‘especie formal’ de la poesía”, en De los ojos ajenos. Lecturas de Castilla, León y Portugal. Valladolid, Junta de Castilla y León, 1999, 69-79.
- CASADO, Miguel, “Tengo miedo de mi obra reunida”, La Vanguardia (Barcelona) 4/5/2005.
- COLINAS, Antonio, “Antonio Gamoneda, el Premio Cervantes, conversa con Antonio Colinas”, El Mundo/ El Cultural (Madrid) 19/4/2007.
- FERNÁNDEZ REBOIRAS, Ramón, “Terra venduta”, Lettera Internazionale, (Roma) 18 (1988) s.p.
- IGLESIAS, Amalia, “Antonio Gamoneda. El triunfo de la justicia poética”, Minerva (Madrid) IV época, 4 (2007) 8-15.
- LÓPEZ BARRIOS, Francisco, “Antonio Gamoneda”, El Independiente (Madrid) 20/12/1990.
- LÓPEZ DE ABIADA, José Manuel, “Entrevista a Antonio Gamoneda”, http://www.anmal.uma.es/numero15/Gamoneda.htm
- LLORENTE, Manuel, “Entrevista con Antonio Gamoneda”, El Mundo (Madrid) 7/11/1992.
- MARQUEZ CRISTO, Gonzalo, “Antonio Gamoneda: Los trabajos de la luz"
- MARTÍNEZ, Santiago, “Antonio Gamoneda. La poesía sirve para nombrar lo desconocido”, Lateral (Barcelona) 83 (2001) 8-9.
- MARTÍNEZ GARCÍA, Francisco, “El poeta Antonio Gamoneda me habla del tiempo”, en Gamoneda, una poética temporalizada en el espacio leonés. León, Universidad, 1991, 25-50.
- MOLINA, César Antonio, “Antonio Gamoneda: Escribir es una tarea alquímica”, Diario 16/Culturas, 18/6/1988.
- MORA, Miguel; RUIZ, Jesús, “Entrevista a Antonio Gamoneda” https://web.archive.org/web/20090424072843/http://www.elpelao.com/letras/
- OTERO, Eloísa; "Antonio Gamoneda: La democracia es la máscara sonriente del capitalismo mundial", Tinta Libre, 74 (noviembre de 2019).
- OUTEIRIÑO, Manuel, “Entrevista”, Diario de Galicia (Vigo) 19/6/1988.
- PALOMO GARCÍA, Carmen (ed.) El lugar de la reunión. Conversaciones con Antonio Gamoneda, Burgos, Editorial Dossoles, 2006.
- PIEDRA, Antonio, “Miedo a escribir”, El Norte de Castilla (Valladolid) 12/12/1992.
- PRADO, Benjamín, “El año Gamoneda”, Leer (Madrid) 11 (1988) 90-91.
- RODRIGUEZ Ildefonso, “Entrevista con Antonio Gamoneda”, El Paseante (Madrid) 23-25 (1995) s.p.
- RODRIGUEZ Ildefonso, “Una conversación con Antonio Gamoneda”, en Antonio Gamoneda. Atravesando olvido (1947–2002) Antología personal. México, Editorial Aldus, 2004, 179-221.
- RODRÍGUEZ MARCOS, Javier, “La poesía se escribe desde la perspectiva de la muerte”, El País/Babelia, 23/08/2003.
- TARACIDO, Marcos; COLOM, Roger, “Una conversación con Antonio Gamoneda”, http://librodenotas.com/almacén (enlace roto disponible en Internet Archive; véase el historial, la primera versión y la última)..
- SUÑÉN, Juan Carlos, “Entrevista a Antonio Gamoneda”, Hablar/Falar de Poesía (Lisboa–Badajoz) 1 (1997) 14-15.
- VV.AA. En marzo de 2009 se estrenó el documental Antonio Gamoneda. Escritura y alquimia.[18]
- VILLAR, Arturo, “Entrevista”, La Estafeta Literaria (Madrid) 550 (1974) 13-16.
- YUBERO, Diana y MACHO, Isaac, “Entrevista con Antonio Gamoneda”, El Norte de Castilla (Valladolid) 10/12/1986.

## Premios
- Premio Internacional Manuel Acuña de Poesía (2020).[19][20]
- Premio de las Letras de Asturias (2014)
- Premio Rosalía de Castro en lengua castellana (2010)
- Doctor honoris causa por la Universidad Autónoma de Santo Domingo (2011)
- Premio Quijote de las Letras Españolas (2009)
- Premio Cervantes (2006)
- Premio Reina Sofía de Poesía Iberoamericana (2006)
- Premio de Cultura de la Comunidad de Madrid. Literatura (2005)
- Premio Leteo (2001)
- Premio Nacional de Poesía, Edad (1988)
- Premio Castilla y León de las Letras (1985)

| Predecesor: Sergio Pitol     | Premio Miguel de Cervantes 2006              | Sucesor: Juan Gelman         |
| Predecesor: Luciano G. Egido | Premio de la Crítica de Castilla y León 2004 | Sucesor: Raúl Guerra Garrido |
| Predecesor: Miguel Delibes   | Premio Castilla y León de las Letras 1985    | Sucesor: Claudio Rodríguez   |